# Ion Șinca
Ion Șinca (n. 1950, Pietriceaua, România – d. 9 noiembrie 2014, Ploiești, România) a fost un pictor român. 
A urmat studiile Facultății de Arte Plastice din Iași - promoția 1973.
Din 1980 a devenit membru al Uniunii Artiștilor Plastici din România.
A lucrat ca profesor la catedra de desen-pictură a Liceului de Artă „Carmen Sylva” din Ploiești.
În data de 4 august 2015, la Muzeul Județean de Artă Prahova „Ion Ionescu-Quintus” a fost organizată expoziția retrospectivă Ileana Dăscălescu și Ion Șinca.

## Expoziții
Expoziții de grup larg
1974 – 2010 participă la toate expozițiile U.A.P Ploiești

1977 – 1992 participă la 24 de expoziții naționale anuale și bienale

2006, 2008 – bienala Ion Andreescu – Buzău
Expoziții personale sau de grup restrâns
1983 – Magdeburg – Germania

1984 – Galeria de Artă Ploiești

1984 – Torun – Polonia

1985 – Galeria Căminul Artei

1992 – Teatrul Național București

1995 – Escrennes – Franța

1996 – Galeria J.L. Calderon

2002 – Galeria de Artă Ploiești

2003 – Muzeul Județean de Artă Ion Ionescu Quintus Ploiești

2006 – Galeria Silva Bușteni

2007 – Galeria de Artă Ploiești

2010 – Galeria de Artă Ploiești

2011 – Galeria de Artă Ploiești

Tabere de creație și simpozioane
1983, 1986, 1991, 1999 – Valea Doftanei

1984 – Torun – Polonia

1985 – Ungaria, Cehia, RDG

1994 – Cornu – Prahova

2002 – Brebu – Prahova
Lucrări în colecții de stat și particulare din România și străinătate (Austria, Canada, Germania, Italia, SUA).

Din 1980 este membru U.A.P. – România

## Premii și distincții
1973 – Laureat al festivalului Național al Artei Studențești
2000 – Diplomă și Medalia Aniversară conferită de Asociația Oamenilor de Știință Prahoveni
2006 și 2012 – Nominalizări la bienala "Ion Andreescu"

## Critica de specialitate
„Pictor și profesor printre cei mai cunoscuți din generația lui în Ploiești și Prahova, Ion Șinca reprezintă un nume și un caz aparte în generația lui. Recunoști, fără îndoială, și în această expoziție o manieră a pictorului Ion Șinca în motive alese, în cromatica lucrărilor, până la grija minuțioasă pentru prezentare. Peisajul este un gen preferat al pictorului, deci se poate spune că, în confruntarea cu realitatea, peisajul îl exprimă ca stare de spirit” consideră Ruxandra Ionescu, critic de artă.
„Viața pictorului Ion Șinca este o fantasmă care are forma și culoarea picturii sale. Fantasma picturii lui Șinca este forma și culoarea copilăriei, a locului natal. Fantasma locului natal e Ion Șinca, chiar și atunci când se află în atelier, la ore, pe stradă el este de fapt în satul său și bântuie, ca o fantomă a memoriei dealurile, curțile, ulițele, grădinile...” completează Cornel Sântioan Cubleșan, în volumul în pregătire „Micul Montparnasse”.